# San Giorgio a Liri
San Giorgio a Liri è un comune italiano di 2 939 abitanti della provincia di Frosinone nel Lazio.

## Geografia fisica

### Territorio
Il comune sorge nella parte più meridionale della provincia di Frosinone, tra i monti Aurunci e il fiume Liri. La vegetazione è rigogliosa grazie alle acque del Liri e di corsi minori.
Una sorgente forma un piccolo laghetto nella zona più antica del paese: era usata per bere e le sue acque fredde e cristalline sono tuttora usate, senza ausilio di pompe motorizzate, per gli orti. Sulle colline vi sono ancora boschi cedui di querce e faggi.
Il comune rientra nella Valle dei Santi, e fa parte dell'Alta Terra di Lavoro, ovvero il versante settentrionale della regione storica della Terra di Lavoro.

### Clima
Classificazione climatica: zona C, 1099 GR/G

## Origini del nome
L'originario nucleo dell'abitato faceva capo alla parrocchia di San Giorgio; con l'Unità d'Italia, per evitare casi di omonimia, si è aggiunto il riferimento al fiume Liri che attraversa il territorio.

## Storia
I primi insediamenti sull'attuale territorio comunale si fanno risalire all'età del ferro.
Nei primi decenni del IX secolo venne fondata la chiesa dedicata a San Giorgio, distrutta dai musulmani nell'anno 846.
Nel X secolo San Giorgio venne ricostruita e con essa sorse l'abitato, in seguito fortificato.
San Giorgio restò per tutto il Medioevo nell'orbita di Montecassino, a sua volta parte del Ducato di Benevento, poi del Principato di Capua, poi del Regno di Sicilia, poi del Regno di Napoli, poi del Regno delle Due Sicilie, godendo di una progressiva prosperità: malgrado i ripetuti conflitti locali, i documenti dell'Abbazia di Montecassino attestano fino al XV secolo un'ottima situazione economica, grazie alla fertilità del luogo che ha il vantaggio di poter essere irrigato con facilità e grazie al transito di merci e persone da e verso il mare e da una sponda all'altra del Liri effettuato con una scafa, termine che localmente indica i traghetti guidati da corde.
La progressiva decadenza di Montecassino trascinò con sé anche San Giorgio. La guerra tra francesi e spagnoli e il brigantaggio spopolarono molti borghi. La ripresa avvenne dopo il passaggio delle peste nel XVII secolo ed è testimoniata dall'edificazione della chiesa di San Rocco. L'attuale chiesa madre invece è stata costruita agli inizia del XIX secolo.
San Giorgio fu unito amministrativamente a Castelnuovo Parano nel 1806, durante il periodo di Giuseppe Bonaparte re di Napoli, ma dopo pochi decenni tornò all'autonomia e vi fu la realizzazione di molte opere pubbliche: bonifica di terreni paludosi, realizzazione di un ponte sul Liri e di una rete stradale per Cassino e i paesi limitrofi.
Con l'Unità d'Italia San Giorgio, che aveva fatto parte del Regno delle Due Sicilie, continuò ad essere incluso nella provincia di Terra di Lavoro, il cui capoluogo era Caserta. Nel 1927, soppressa dal regime fascista la provincia di Terra di Lavoro, fu accorpato alla neoistituita provincia di Frosinone. Tutta l'area geografica che va da Sperlonga e Fondi fino a Sora, compreso quindi anche San Giorgio con tutto il Cassinate, venne inclusa nel territorio della regione Lazio anziché all'interno dei confini della regione Campania, cui l'area rimane comunque legata per storia, tradizioni, lingua e costumi.  La seconda guerra mondiale portò morte, soprusi e malaria a San Giorgio, che si trovava sulla Linea Gustav: subì l'occupazione tedesca, bombardamenti, razzie e le violenze gratuite delle truppe franco-maghrebine del generale Juin.
A partire dagli anni Ottanta dell'Ottocento, anche a San Giorgio, come in tutto il Mezzogiorno d'Italia, iniziò in misura consistente il fenomeno dell'emigrazione, che rallenterà solo negli anni Settanta del '900, grazie allo sviluppo industriale del Cassinate, che ha contribuito a migliorare la difficile condizione economica del territorio. L'attività della Cassa per il Mezzogiorno (1951-1984), al di là dei limiti e delle falle che l'intervento straordinario conobbe, e soprattutto la costruzione dello stabilimento della FIAT a Cassino, determinarono infatti significativi effetti positivi sul piano economico e occupazionale. Il benessere degli anni '70 ebbe delle conseguenze anche sul piano urbanistico e dell'edilizia. Cessando l'emigrazione verso l'Italia settentrionale e i paesi stranieri, a testimoniare di un accresciuto benessere, attorno al nucleo più antico del paese, la cui fisionomia era già stata compromessa dai bombardamenti della battaglia di Cassino, prese a espandersi un abitato moderno e funzionale, anche se con un esito estetico e paesaggistico perlomeno dubbio, come del resto è accaduto in tante parti d'Italia.
Appare inoltre opportuno osservare che la menzionata inclusione dell'area che comprende anche San Giorgio a Liri all'interno della regione Lazio, ha molto probabilmente costituito, al di là dell'innegabile artificiosità storico-culturale dei confini delle nuove province di Frosinone e Latina, una circostanza positiva, almeno ipotizzando che, non più parte del Casertano, il Lazio meridionale, pur essendone contaminato, abbia risentito in misura più circoscritta di quei fenomeni di degrado civile, economico, politico, amministrativo, culturale, ambientale e persino antropologico, che caratterizzano oramai senza rimedio il confinante territorio di Caserta.

## Società

### Evoluzione demografica
Abitanti censiti

### Religione
La popolazione professa per la maggior parte la religione cattolica e afferisce alla diocesi di Sora-Cassino-Aquino-Pontecorvo, ma fino all'anno 2014 era inclusa nel governo ecclesiastico dell'abbazia territoriale di Montecassino, sostanzialmente abolito dalla Santa Sede, che, circoscrivendo da quella data esclusivamente a Montecassino la giurisdizione territoriale dell'abbazia, ha soppresso una peculiare tradizione del territorio più che millenaria.

### Lingue e dialetti
Il dialetto parlato a San Giorgio a Liri appartiene all'area dei dialetti meridionali intermedi e dunque allo spazio linguistico campano, e più precisamente a quella variante del campano costituita dal dialetto laziale meridionale. È un dialetto quindi molto simile al napoletano, sia pure con una presenza marginale di elementi  proprio dei dialetti abruzzese e laziale centrale (campanino)

## Economia
Al pari che nel resto del Paese, anche a San Giorgio a Liri agricoltura e allevamento hanno progressivamente perso d'importanza. La popolazione infatti oggidì è occupata soprattutto nell'industria e nelle numerose attività commerciali nate in corrispondenza del tratto della strada statale Cassino-Formia che attraversa il territorio comunale di San Giorgio.
Tuttavia sul piano economico e occupazione si fanno sentire gli effetti della crisi dell'automobile, che non ha lasciato indenni gli stabilimenti FIAT di Cassino, che tra il 2023 e il 2024 ha subito una forte flessione produttiva del 45%.
Di seguito la tabella storica elaborata dall'Istat a tema Unità locali, intesa come numero di imprese attive, ed addetti, intesi come numero di addetti delle imprese locali attive (valori medi annui).
|                    | 2015                  |                              |                            |                |                       |                     | 2014                  |                | 2013                  |                |
| ------------------ | --------------------- | ---------------------------- | -------------------------- | -------------- | --------------------- | ------------------- | --------------------- | -------------- | --------------------- | -------------- |
|                    | Numero imprese attive | % Provinciale Imprese attive | % Regionale Imprese attive | Numero addetti | % Provinciale Addetti | % Regionale Addetti | Numero imprese attive | Numero addetti | Numero imprese attive | Numero addetti |
| San Giorgio a Liri | 299                   | 0,89%                        | 0,07%                      | 749            | 2,51%                 | 0,05%               | 306                   | 733            | 318                   | 716            |
| Frosinone          | 33.605                |                              | 7,38%                      | 106.578        |                       | 6,92%               | 34.015                | 107.546        | 35.081                | 111.529        |
| Lazio              | 455.591               |                              |                            | 1.539.359      |                       |                     | 457.686               | 1.510.459      | 464.094               | 1.525.471      |

Nel 2015 le 299 imprese operanti nel territorio comunale, che rappresentavano lo 0,89% del totale provinciale (33.605 imprese attive), hanno occupato 749 addetti, il 2,51% del dato provinciale; in media, ogni impresa nel 2015 ha occupato due addetti (2,51).

## Amministrazione
Nel 1927, a seguito del riordino delle circoscrizioni provinciali stabilito dal regio decreto n. 1 del 2 gennaio 1927, per volontà del governo fascista, quando venne istituita la provincia di Frosinone, peraltro entro confini amministrativi artificiosi in quanto in alcun modo coincidenti con dati storici e linguistici, San Giorgio a Liri passò dalla soppressa provincia di Terra di Lavoro, con capoluogo Caserta, a quella di Frosinone. Al momento della ricostituzione della provincia di Caserta nell'immediato Secondo Dopoguerra, il governo di allora non ritenne di dover includervi nuovamente tutti quei comuni, ricompresi nell'area che va da Sperlonga e Fondi fino a Sora e dintorni, che tra il 1927 e il 1934 erano stati accorpati alle provincie di Roma, Frosinone e Latina.